# Pródromo
El término pródromo se utiliza en las ciencias de la salud para hacer referencia a los síntomas iniciales que preceden al desarrollo de una enfermedad o a otras manifestaciones agudas como, por ejemplo, un parto. Puede utilizarse tanto en singular como en plural (pródromos). Se habla, también, de una etapa, fase o periodo prodrómico(a).

## Etimología
El término pródromos procede del griego πρόδρομος (pródromos), que significa "que precede" o "precursor". Pasó después al latín prodromu(m), y se reintrodujo en francés como prodrome en 1545. En la teología y liturgia cristianas, y sobre todo en Oriente, el "pródromos" hace referencia a San Juan Bautista, como "Precursor" de Jesús de Nazaret, el Cristo, y se dice que la misión de Juan es que Jesús crezca y que él disminuya. El término aparece documentado en inglés con el valor médico actual en 1678.

## Manifestaciones
Los pródromos presentan características muy variables, dependiendo del proceso y generalmente no son específicos. En las enfermedades infecciosas suelen consistir en sensación de malestar general, ligera elevación de temperatura, dolores musculares y en ocasiones náuseas y vómitos. En el herpes zóster puede aparecer hormigueo, quemazón o dolor que precede en uno o varios días a las lesiones características de la piel. En la migraña los pacientes presentan unos síntomas muy variables como nerviosismo o irritabilidad que les sirven para intuir que unas horas después aparecerá el dolor típico de esta enfermedad. En el síncope, sin embargo, los pródromos suelen consistir en sensación de desvanecimiento, zumbido de oídos y palidez.

## Fases prodrómicas en enfermedades y condiciones usuales
- Sarampión: Marcado por fiebre, rinorrea y conjuntivitis.
- Varicela: A veces se presentan pródromos, pero al menos el 37% de individuos no vacunados que contraigan varicela exhibirán pródromos febriles.
- Migraña: No siempre se presentan, y varían de individuo a individuo, pero pueden incluir carácter alterado, irritabilidad, depresión o euforia, fatiga, bostezos, cansancio excesivo, deseo de ciertos alimentos (v.g. chocolate), rigidez muscular (especialmente en el cuello), orejas calientes, constipación o diarrea, deseo de orinar incrementado, y otros síntomas viscerales.
- Herpes simple: Marcado por hormigueo (parestesia), picazón y dolor.
- Diverticulitis: Puede empeorar a lo largo del primer día, ya que se inicia como un leve dolor en el torso y/o media diarrea, y lentamente se convertirá en náuseas y vómitos y un dolor agudo en el cuadrante izquierdo inferior del abdomen.
- Esquizofrenia: se refiere al decremento de funciones mentales lógicas, se postula que está relacionado con los síntomas psicóticos. El concepto fue considerado como una de las vías para el surgimiento de la psicosis, ha sido investigado desde mediados de los 90.[7] Un ejemplo de los paradigmas encaminados a investigar a los pródromos esquizofrénicos es el Estudio Longitudinal de Pródromos en América del Norte (North American Prodrome Longitudinal Study, NAPLS).[8] Este estudio está enfocado en el desarrollo cerebral, las hormonas y las funciones neuropsicológicas que juegan un rol específico en la prevención de enfermedades mentales en la juventud y en la edad adulta. A veces se prefiere utilizar el término en estado mental de riesgo, y como un período «prodrómico» no puede ser confirmado, aunque la emergencia de la condición haya ocurrido.

## Pródromos del parto
Los pródromos del parto humano son señales que pueden indicar que resta poco tiempo para el momento del parto. Durante esta fase, que puede comenzar tres o cuatro semanas antes del mismo, se producen uno o varios síntomas y signos:
- Posicionamiento: usualmente, el feto desciende a la pelvis y encaja su cabeza en ella. Visualmente se produce un descenso del abdomen. Debido a que en esta posición el feto presiona sobre la vejiga, es posible que la mujer sienta necesidad de orinar con más frecuencia.[1]
- Pérdida del tapón mucoso: esta estructura gelatinosa (que cierra el cuello del útero, protegiéndolo de infecciones) se desprende cuando el cérvix se dilata.[9] Según el caso, puede pasar desapercibido o notarse como una mancha espesa en la ropa interior.[1]
- Contracciones de Braxton Hicks: se trata de contracciones uterinas irregulares, producto de las cuales el cuello del útero se ablanda, se acorta y se dilata (fase de borramiento) y la musculatura uterina se prepara para el parto.[10] Difieren de las contracciones propias del trabajo de parto en que no son regulares ni de intensidad creciente, y suelen ser poco dolorosas y de corta duración. Estas contracciones pueden ser experimentadas en etapas previas del embarazo, pero en las últimas semanas se tornan más frecuentes.[1][11]
- Diarrea: las prostaglandinas, al tiempo que ayudan a preparar el cuello del útero para el parto, dilatándolo,[12] estimulan la diarrea.[13][1]
- Laxitud: la presencia de relaxina, hormona segregada por la placenta en el último tramo del embarazo, y que ayuda a facilitar el parto vaginal, madurando el cérvix y suavizando los ligamentos de la pelvis, también produce hiperlaxitud en los tendones, haciendo sentir el cuerpo más suelto y las articulaciones más relajadas, y dando lugar a posibles lesiones.[1][14][15]
- Ruptura de bolsa: este suceso también es mencionado como "ruptura de fuentes" o "ruptura de aguas" y se trata de la pérdida de líquido amniótico, que sale al romperse las membranas del saco amniótico por la tensión ejercida por el feto al descender a la parte más baja de la pelvis.[1][16]